# مستشفى القطيف المركزي
يقع مستشفى القطيف المركزي في محافظة القطيف ببلدة الجش على طريق الظهران - الجبيل السريع مما يجعله متميزً بموقعه في استقبال معظم حالات حوادث الطرق والتحويل من المدن والقرى المختلفة بالمنطقة الشرقية. افتتحه الملك فهد بن عبد العزيز مع مشاريع أخرى بالمنطقة الشرقية في 16 ربيع الأول 1407 هـ، بسعة سريرية 360 سريرًا موزعة على جميع التخصصات الطبية وقد بلغ إجمالي تكاليف المشروع ثلاثمائة وستون مليون ريالاً سعودياً.

## أهداف المستشفى
تقديم أعلى مستويات الخدمة الطبية المميزة والمتكاملة لجميع المرضى في المنطقة الشرقية في ظل أنظمة وزارة الصحة مع مراعاة التأكيد على ضرورة المحافظة على خصوصيات ومشاعر المرضى واحترامها والالتزام بها.
كما يهدف المستشفى إلى توفير المجال التعليمي والتدريب الطبي للأطباء العاملين من مختلف التخصصات الطبية، إضافة إلى تنظيم برامج التعليم والتدريب الطبي لطلاب وطالبات المعاهد الصحية وللعاملين في المجال الصحي، كما يهدف المستشفى إلى تشجيع الأطباء على إجراء البحوث الطبية نظرا لتوفر الخدمات السريرية المتقدمة، كما أن من أهم أهداف المستشفى العمل على إقامة المؤتمرات والندوات العلمية والدراسية لجميع فئات العاملين للعمل على مواكبة الخطط والأساليب الجديدة في العلاج بمحتلف المجالات ومساعدتهم على تحسين مهاراتهم.

## حجم المشروع
شيد المشروع على مساحة قدرها 270,000 متر مربع خصص منها 160 ألف متر مربع لإقامة المشروع و110 ألف متر مربع للتوسعات المستقبلية وتبلغ المساحة العامة للبناء بالمستشفى حوالي (32) ألف متر مربع موزعة على ثلاثة أدوار كما تبلغ مساحة المباني والملحقات التابعة لها (38) ألف متر مربع موزعة على الإسكان عامة والتي خصص منها فلل للأطباء والاستشاريين وشقق خاصة لسكن الأطباء المتزوجين وشقق خاصة لسكن الفنيين ومبانِ خاصة لسكن التمريض النسائي وأخرى للتمريض الرجالي وسكن العزاب كما يوجد بالمستشفى مسجد يتسع لـ200 مصلي ومكتبة وسكن للأمام هذا بالإضافة إلى المركز الترفيهي الذي يحتوي على صالة للألعاب وبركة سباحة وملعب كرة سلة وطائرة وتنس أرضي ومكتب بريد وسوبرماركت.

## الدور تحت الأرضي
يضم هذا الدور قسم صيانة الأجهزة والآلات الطبية، غرفة التحكم الرئيسية واستقبال الأعطال في المستشفى، وبعض المستودعات التي ليست بحاجة لأجواء معينة.

## الدور الأرضي
ويضم مكاتب الإدارة والخدمات الطبية، مركز المعلومات، مكتب شؤون المرضى، قسم الدخول والخروج والاستعلامات، قسم التقارير الطبية وتبليغ المواليد والوفيات، قسم الدراسات والتعليم المستمر، العيادات الاستشارية المتخصصة، وحدة الكلى الاصطناعية، قسم التعقيم المركزي، قسم المغسلة، المكتبة الطبية، قسم التغذية العلاجية، الصيدلية الرئيسية، المختبر وبنك الدم، قسم الأشعة، قسم العلاج الطبيعي، قسم الإسعاف، قسم العمليات الصغرى، مختبر القلب.

## الدور الأول
يتضمن قسم الولادة، قسم الأطفال الأصحاء، قسم العمليات، وحدة العناية المركزة، وحدة الحروق، وحدة المناظير، قسم الجراحة العامة التخصصية (نساء) ويضم، العظام، المسالك البولية، جراحة التجميل، انف وإذن وحنجرة، العيون، الأسنان، قسم الباطنية نساء.

## الدور الثاني
يتضمن قسم الجراحة العامة التخصصية رجال، وحدة العناية المتوسطة المركزة، قسم الجراحة العامة التخصصية (نساء ج) جراحة أطفال المسالك البولية رجال، انف وإذن وحنجرة، وحدة العناية المركزة للأطفال، وحدة الأورام للأطفال، قسم الباطنية أطفال، قسم الباطنية رجال، وحدة عناية القلب، إدارة التمريض، السكرتارية الطبية. توجد خدمات ومراكز متخصصة أخرى تابعة للمستشفى وتقع خارج المبنى الرئيسي ومنها مركز أمراض الدم الوراثية ليقوم برعاية مرضى الأنيميا المنجلية والثلاسيميا.

## مبنى العيادات الخارجية
وهو مبنى مستقل بالدور الأرضي ويشمل تقريبا (45) عيادة ومنها العظام والتغذية العلاجية وفحص ما قبل الزواج وتثقيف مرضى السكري، والنطق والتخاطب، والطب النفسي، والأسنان، وطب الأنف الأذن والحنجرة، والباطنية، والعين، والجراحة العامة، والحروق، والتجميل، وجراحة الأوعية الدموية، وجراحة الأعصاب، وجراحة القلب والصدر.

## الخدمات المساندة
وتشمل التصوير المقطعي المحوسب (الأشعة)، والمختبر، والسجلات الطبية